# HD 108236
HD 108236 — звезда главной последовательности в созвездии Центавра. Находится на расстоянии около 210 св. лет от Солнца.
Относится к спектральному классу G5. Её температура поверхности составляет 5660±61 К. HD 108236 сильно обеднена тяжёлыми элементами по сравнению с Солнцем, индекс металличности Fe/H −0,28±0,04 (52 % Солнечной системы) и, вероятно, старше Солнца на 6,7+4,0 −5,1 миллиарда лет. Согласно данным миссии WISE, предполагалось, что звезда окружена диском обломков, но повторный анализ данных опроверг эту гипотезу в 2014 году. Причиной ошибочного вывода послужило световое загрязнение от близлежащего инфракрасного источника.

## Планетная система
В 2020 году методом транзита были обнаружены четыре планеты, вращающиеся вокруг HD 108236, а затем ещё одна в 2021 году.
| Планета (по порядку от звезды) | Масса           | Большая полуось (а.е.) | Орбитальный период (дни) | Эксцентричность | Наклон | Радиус                 |
| ------------------------------ | --------------- | ---------------------- | ------------------------ | --------------- | ------ | ---------------------- |
| b                              | 4.2±1.2 M⊕      | 0.0469±0.0017          | 3.79523+0.00047 −0.00044 | 0               | -      | 1.586±0.098 R⊕         |
| c                              | 9±2 M⊕          | 0.0651±0.0024          | 6.2037+0.00064 −0.00052  | 0               | -      | 2.068+0.10 −0.091 R⊕   |
| d                              | 7.8+3.2 −1.8 M⊕ | 0.1131±0.004           | 14.1756+0.001 −0.0011    | 0               | -      | 2.72±0.11 R⊕           |
| e                              | 8.4+6.6 −1.4 M⊕ | 0.14±0.0052            | 19.592±0.002             | 0               | -      | 3.12+0.13 −0.12 R⊕     |
| f                              | 4+2 −1 M⊕       | 0.1759                 | 29.54                    | 0               | -      | 2.0172+0.052 −0.057 R⊕ |